# Marjina Roszcza (stacja metra)
Marjina Roszcza (ros. Марьина роща) – stacja linii Lublinsko-Dmitrowskiej metra moskiewskiego, otwarta 19 czerwca 2010. Stacja znajduje się w moskiewskiej dzielnicy Marina Roszcza, na północ od miasto centralne. 
W budowie jest przyszły przeszczep na linii Bolszej Kolcewej o tej samej nazwie.